# Državna cesta D307
D307 je državna cesta u Hrvatskoj. Ukupna duljina iznosi 9,9 km.